# Angelca Hlebce
Angelca Hlebce, slovenska gledališka in filmska igralka, * 7. maj 1922, Stražišče pri Kranju, † 18. oktober 2005, Ljubljana.
Večinoma je nastopala v stranskih vlogah, tako gledaliških iger, kot tudi filmov. Bila je članica Prešernovega gledališča med letoma 1945 in 1956, Slovenskega ljudskega gledališča do leta 1961, nato SNG Drame Ljubljana. Leta 1975 je prejela zlato areno za stranko žensko vlogo v filmu Strah na Puljskem filmskem festivalu.

## Filmske vloge
- Kala (1958)
- X-25 javlja (1960)
- Veselica (1960)
- Balada o trobenti in oblaku (1961)
- Nočni izlet (1961)
- Tistega lepega dne (1962)
- Lucija (1965)
- Lažnivka (1965)
- Sončni krik (1968)
- Rdeče klasje (1970)
- Na klancu (1971)
- Cvetje v jeseni (1973)
- Ljubezen na odoru (1973)
- Čudoviti prah (1975)
- Med strahom in dolžnostjo (1975)
- Praznovanje pomladi (1978)
- Draga moja Iza (1979)
- Deseti brat (1982)
- Razseljena oseba (1982)
- Dih (1983)
- Ljubezen (1984)
- Butnskala (1985)
- film (1985)
- Ljubezen po kranjsko (1991)
- Carmen (1995)